# Sicyodes coryi
Sicyodes coryi är en fjärilsart som beskrevs av Antonius Johannes Theodorus Janse 1932. Sicyodes coryi ingår i släktet Sicyodes och familjen mätare. Inga underarter finns listade i Catalogue of Life.